# Cemitério Mount Sinai Memorial Park
O Cemitério Mount Sinai Memorial Park (em inglês:  Mount Sinai Memorial Park Cemetery) é a maior organização de cemitérios judaicos da Califórnia. É o local de descanso final para muitos judeus da indústria do entretenimento.

## História
Mount Sinai Memorial Parks and Mortuaries, de propriedade do Sinai Temple of Los Angeles, refere-se a dois cemitérios judaicos na área metropolitana de Los Angeles. A propriedade original do cemitério está localizada na 5950 Forest Lawn Drive, em Hollywood Hills, em Los Angeles. O cemitério foi originalmente estabelecido em 1953 na vizinhança do Forest Lawn Memorial Park (Hollywood Hills). Em 1959 tornou-se um cemitério exclusivamente judaico, e em 1967 foi adquirido pelo Sinai Temple, a mais antiga e maior sinagoga conservadora de Los Angeles, que dedicou seus recursos mortuários e cemitérios a todos os membros da comunidade judaica na e ao redor da cidade. Numerosas estrelas e celebridades da indústria do entretenimento estão enterradas no parque, localizado na rua dos estúdios da Warner Bros.

## Obras de arte
Ao longo das diferentes seções do Monte Sinai Hollywood Hills, encontra-se várias formas de arte, incluindo mosaicos, esculturas e fontes. O mais notável é o Heritage Mosaic, que, com 45 por 30 pés (13,7 m × 9,1 m), retrata um panorama da experiência judaica nos estados Unidos e é composto por mais de 2,5 milhões de peças de vidro veneziano cortados à mão. O parque também possui um monumento memorial dedicado aos seis milhões de judeus que foram assassinados no Holocausto pelo renomado artista judeu Bernard Zakheim. As seis figuras tridimensionais, todas representadas em madeira queimada, representam seis heróicas figuras judaicas. Erguendo-se das pedras do memorial está uma chama que simboliza o espírito eterno dos seis milhões e o renascimento de Israel das cinzas do Holocausto.

## Expansão para Simi Valley, Califórnia
Em 1997, diante do espaço cada vez menor no local original de Hollywood Hills e reconhecendo a necessidade de propriedades funerárias judaicas para as gerações futuras, o Mount Sinai Memorial Parks expandiu-se abrindo seu segundo parque memorial, o Mount Sinai Simi Valley.

## Seputamentos notáveis

### A
- Berle Adams (1917–2009), produtor musical[2]
- Pearl "Polly" Adler (1900-1962) operadora de bordel de Manhattan e autora de House is Not a Home
- Irwin Allen (1916–1991), diretor, produtor, escritor[3]
- Art Aragon (1927–2008), boxeador[4]
- Danny Arnold (1925–1995), ator de cinema/editor/escritor
- Eleanor Audley (1905–1991), atriz, dubladora

### B
- Frances Bay (1919–2011), atriz
- Herschel Bernardi (1923–1986), ator
- Zina Bethune (1945–2012), atriz
- Eli Broad (1933–2021), empresário e filantropo
- Georgia Brown (1933–1992), atriz e cantora
- Edward Buzzell (1895–1985), diretor

### C
- Sid Caesar (1922–2014), comediante e ator
- Brett Cantor (1967–1993), executivo de gravadora de música, promotor de shows e proprietário de boate
- Charlie Cantor (1898–1966), ator
- June Carroll (1917–2004), letrista, cantora e atriz
- Virginia Christine (1920–1996), atriz, dubladora
- Lee J. Cobb (1911–1976), ator[3]
- Martin Cohan (1932–2010), escritor de televisão e produtor
- Ruth Cohen (1930–2008), atriz (Seinfeld)
- Maxine Cooper (1924–2009), atriz
- Stanley Cortez (1908–1997), diretor de fotografia
- Warren Cowan (1921–2008), publicitário
- Harry Crane (1914–1999), escritor de comédias

### D
- Mack David (1912–1993), compositor

### E
- Cass Elliot (1941–1974), cantora do The Mamas & the Papas[3]
- Ziggy Elman (1911–1968), músico de big-band e compositor

### F
- Lee Farr (1927–2017), ator
- Fritz Feld (1900–1993), ator
- Norman Fell (1924–1998), ator
- Totie Fields (1930–1978), comediante[3]
- Gerald Finnerman (1931–2011), diretor de fotografia
- Helen Forrest (1917–1999), cantora
- Bonnie Franklin (1944–2013), atriz
- Karl Freund (1890–1969), diretor de fotografia
- Murray Fromson (1929–2018), jornalista

### G
- Linda Gary (1944–1995), atriz, dubladora
- Bruce Geller (1930–1978), produtor[5]
- Benny Goldberg (1918–2001), boxeador
- Solomon Wolf Golomb (1932–2016), matemático
- Saul Gorss (1908–1966), ator
- Michael Gordon (1909–1993), ator de teatro, diretor de teatro e cinema, avô materno de Joseph Gordon-Levitt
- David Groh (1939–2008), ator
- Fred Grossinger (1936–1995), ator

### H
- Billy Halop (1920–1976), ator
- Larry Harmon (1925–2008), ator e comediante (conhecido como Bozo)
- Nat Hiken (1914–1968), escritor premiado, diretor, produtor
- Arthur Hiller (1923–2016), diretor
- Gregg Hoffman (1963–2005), produtor
- Peter Hurkos (1911–1988), psíquico

### K
- Irma Kalish (1924-2021), escritor de televisão
- Eddie Kane (1889–1969), ator
- Leonard Katzman (1927–1996), escritor de cinema e TV, produtor e diretor[6]
- Walter Kent (1911–1994), compositor e condutor
- Ruth Klüger (1931–2020), professora emérita de estudos germânicos
- Arnold Kopelson (1935–2018),  produtor de cinema
- Suzanne Krull (1966–2013), atriz

### L
- David Landsberg  (1944–2018), escritor de comédia de TV e cinema, produtor e ator[7]
- John Larch (1914–2005), ator
- Sydney Lassick (1922–2003), ator
- Pinky Lee (1907–1993), ator e comediante
- Robert Q. Lewis (1920–1991), personalidade da televisão, ator e apresentador de game show
- Abraham M. Lurie (1923–2010), promotor imobiliário

### M
- Bruce Malmuth (1934–2005), diretor
- Ross Martin (1920–1981), ator
- Michael Masser (1941–2015), músico
- Sid Melton (1917–2011), ator
- Laurence Merrick (1926–1977), diretor e autor
- Irving Mills (1894–1985), compositor
- Marvin Minoff (1931–2009), produtor de cinema e televisão, produtor executivo de The Nixon Interviews
- Laurie Mitchell (1928–2018), atriz

### N
- Claudette Nevins (1937–2020), atriz
- Lawrence R. Newman, (1925–2011), ativista surdo, educador e autor
- Bill Novey (1948–1991), Mestre de Efeitos Especiais/Chefe de Efeitos Especiais da Walt Disney Imagineering/co-fundador da Art & Technology, Inc.

### P
- Daniel Pearl (1963–2002), jornalista
- Lefty Phillips (1919–1972), treinador de beisebol e gerente
- Ted Post (1918–2013), produtor de cinema

### R
- Martin Ragaway (1923–1989), escritor de televisão e cinema
- Don Rickles (1926–2017), comediante e ator
- Larry Rickles (1970–2011), roteirista, filho de Don Rickles
- Mark Robson (1913–1978), diretor
- Shorty Rogers (1924–1994), músico de jazz
- David Rose (1910–1990), compositor
- Steven Rothenberg (1958–2009), executivo de estúdio de cinema (Lions Gate Entertainment, Artisan Entertainment)
- Mo Rothman (1919–2011), executivo de estúdio que persuadiu Charlie Chaplin a retornar aos Estados Unidos em 1972[8]
- Tibor Rubin (1929–2015), recipiente da Medalha de Honra

### S
- Bob Saget (1956–2022), ator, comediante e apresentador de televisão[9]
- Walter Scharf (1910–2003), compositor
- Bob Shad (1920–1985), produtor musical[10]
- Al Sherman (1897–1973), compositor
- Mitzi Shore (1930–2018), proprietário do clube de comédia
- Phil Silvers (1911–1985), ator e comediante[3]
- Fred Silverman (1937–2020), executivo de televisão e produtor
- Sidney Skolsky (1905–1983), repórter de Hollywood
- Hillel Slovak (1962–1988), guitarista do Red Hot Chili Peppers
- Howard Smit (1911–2009), maquiador de cinema que liderou os esforços para estabelecer o Oscar de melhor maquiagem e penteados[11]
- Milton Sperling (1912–1988), produtor de cinema e roteirista
- Wendie Jo Sperber (1958–2005), atriz
- Florence Stanley (1924–2003), atriz
- Dawn Steel (1946–1997), executivo de cinema e produtor
- Leonard B. Stern (1923–2011), produtor de televisão, diretor e escritor
- Harold J. Stone (1913–2005), ator

### T
- Iwao Takamoto (1925–2007), animador
- Brandon Tartikoff (1949–1997), executivo de televisão, ex-presidente da NBC
- Irving Taylor (1914–1983), compositor
- Mel Taylor (1933–1996), músico
- Dick Tufeld (1926–2012), ator, locutor, narrador
- Saul Turteltaub (1932–2020), escritor de televisão e produtor

### V
- Bobby Van (1928–1980), ator e dançarino

### W
- Joseph Wapner (1919–2017), juiz, personalidade da televisão. O primeiro juiz a presidir a The People's Court
- Bea Wain (1917–2017), cantora
- Danny Wells (1941–2013), ator, dublador e compositor
- Paul G. Wexler (1929–1979), ator
- Jesse White (1917–1997), ator
- Harry Wilson (1897–1978), ator
- David Winters (1939–2019), ator, dançarino, coreógrafo
- Jay Wolpert (1942–2022), produtor de televisão e roteirista
- Than Wyenn (1919–2015), ator

### Z
- Howard Zieff (1927–2009), diretor, fotógrafo publicitário[12]